# Бельзацкая, Марина Николаевна
Мари́на Никола́евна Бельза́цкая (21 ноября [4 декабря] 1913, Москва — 29 ноября 2004, Минск) — советская и белорусская артистка балета и балетмейстер. Заслуженный деятель культуры БССР (1968), Народная артистка БССР (1977). Лауреат премии ВЦСПС.

## Биография
Марина Бельзацкая родилась 4 декабря 1913 года в Москве. В 11-летнем возрасте стала круглой сиротой и воспитывалась в доме в своего дяди — ведущего танцовщика и балетмейстера Большого театра, заслуженного артиста РСФСР Леонида Алексеевича Жукова.
В 1923 году поступила в балетный техникум при Государственном академическом Большом театре СССР (ныне Московская академия хореографии), который закончила в 1931 году.
После окончания института работала артисткой балета в Государственной академии музыки СССР. После съёмок в фильме Григория Васильевича Александрова «Весёлые ребята» поступила танцовщицей в джаз-оркестр РСФСР под руководством Леонида Осиповича Утёсова, позже вернулась в Большой театр, работала в нескольких театрах оперетты.
В годы Великой Отечественной войны не успела эвакуироваться из Москвы вместе с участниками театра и была мобилизована. Во время мобилизации работала санитаркой в больнице с октября 1941 по февраль 1942 года. После демобилизации поступила в Большой Московский государственный цирк танцовщицей. С 1944 года работала в джаз-оркестре БССР под руководством Эдди Рознера, где познакомилась со своим мужем Адамом Бельзацким, музыкантом оркестра.
В апреле 1946 года родила дочь Леду, а в конце 1946 года джаз был разогнан (как несоветский), а многие его участники (в первую очередь Эдди Рознера) были арестованы. Работала в Ярославле в местном театре оперетты и одновременно руководила танцевальным коллективом в Управлении Севера. Джейд. дороги.
С 1947 года — солистка Театра музыкальной комедии БССР (ныне Белорусский музыкальный театр), с 1949 года — ансамбля оперетты при Белгосэстраде.
С 1957 года работала во Дворце профсоюзов педагогом-репетитором двух балетных студий. В этом же году начала работать с детьми, не прошедшими конкурс в этих балетных студиях. В начале 1958 года безымянный ансамбль занял первое место в Республиканским смотре детской художественной самодеятельности. Ансамбль получил официальный статус, а Марина Николаевна стала штатным руководителем ансамбля народного танца. 28 февраля ансамбль получил своё название «Ровесник», и этот день считается днём рождения коллектива.
Балетмейстер Марина Николаевна учитывала реальные физические и психологические возможности детей в своих «весёлых, красочных постановках, отличающихся богатой фантазией» (их более 100, в том числе тематические композиции «С чего начинается Родина», «Пионеры Беларуси», «Дружба народов», «Летите, голуби»).
В 1964 году коллектив первым из детских самодеятельных коллективов получил звание «народный». В 1968 году Марина Николаевна получила звание Заслуженного работника культуры БССР, в 1977 году — звание Народной артистки БССР. В 1980 году ансамбль стал лауреатом премии Ленинского комсомола.
В 1996 году из-за многочисленных разногласий с руководством покинула коллектив «по собственному желанию», но неофициально оставалась его руководителем до конца декабря 1999 года, когда по требованию начальства в ансамбль пришёл новый руководитель. При этом из ансамбля ушли все, кто ранее работал под руководством Марины Бельзацкой.
Марина Николаевна скончалась 28 ноября 2004 года в своей минской квартире в доме № 18, проспект Машерова.

## Память
В 2006 году возле дома № 18 по проспекту Машерова была установлена мемориальная доска, где Бельзацкая прожила последние 30 лет своей жизни.

## Награды
- Медаль «За доблестный труд в Великой Отечественной войне 1941—1945 гг.»;
- Орден «Знак Почёта»;
- Именные часы от командующего войсками Варшавского договора «За содействие в укреплении дружбы и сотрудничества между странами ВД»;
- Заслуженный работник культуры БССР (1968);
- Народный артист БССР (1977).